# フレキシキュリティ
フレキシキュリティ（英: flexicurity）は、福祉国家における積極的労働市場政策モデル。
1990年代に社会民主党のデンマーク首相ポール・ニューロップ・ラスムセンにより、柔軟性を意味するflexibilityと安全を意味するsecurityを組み合わせた造語。
流動的な経済における労働市場の融通性と、労働者社会保障の二つを組み合わせた政策を指す。
柔軟な労働市場を整備して成長産業に労働力の移動をしやすくし、手厚い社会保障で労働者の生活の安全を守る政策で、特にオランダやデンマークなどの北欧で進められている。
デンマーク政府の見解では、1) 労働市場の融通性 (2) 社会保障 (3) 失業者へ権利と義務を課す積極的労働市場政策 といった三つの要素を組み合わせたゴールデン・トライアングルであるとしている。

## 概要
厳しい解雇規制、社会保障を軽減して、労働者の自助努力を促す日本の制度と正反対の政策と言える。日本では2008年末の派遣社員の大量解雇により、高福祉で成功している北欧モデルが注目されるようになった。この政策では企業は従業員を解雇しやすいが、手厚い失業手当て、充実した職業訓練などにより、雇用者、被雇用者どちらにもメリットがあるようになっている。EUの雇用担当委員で、元チェコ首相のウラジミール・シュピドラは“I am convinced that this model of flexicurity that we have developed in Europe could be a model in Japan.”と述べ、フレキシキュリティのモデルが、日本の硬直した雇用市場の解決の鍵であることを示唆した。現在オランダ、デンマークの失業率は日本より低く、国民の幸福度を調査した研究でも上位に来ていることから、成功を収めているモデルと言える。
EUは2005年にフレキシキュリティを取り入れる雇用戦略を提案した。2006年にはEUの雇用状況を分析する報告書「EUにおける雇用政策2006」でフレキシキュリティを特集し、加盟国に対してフレキシキュリティ導入を強く奨励している。
内閣府の調査によれば、雇用保護規制が緩い国ほど就業率が高い。欧州でも解雇の規制が厳しいドイツ、フランスなどは失業率が高い。日本では解雇規制が厳しい反面、OECDも指摘するように若者の職業支援が不十分であると言える。麻生首相（当時）が「中福祉・中負担が国民のコンセンサス」と述べたように、このモデルが世界に影響を与えている。
まとめると以下のようになる。
- 解雇規制が厳しい高福祉国家
 ドイツ、 フランス

- 解雇規制が緩い高福祉国家
 デンマーク、 オランダ

- 解雇規制が厳しい低福祉国家
 日本

- 解雇規制が緩い低福祉国家
 アメリカ合衆国[注釈 1]

リーマン・ショックの影響は輸出の大きいデンマークにも及んだ。景気後退の影響を受けて企業の倒産と失業者が急増し、それまで正常に働いていたフレキシキュリティのセキュリティの部分が弱くなったとのフランスの特派員（ジャーナリスト）による報道があった。。
2007-2008年で2-4％程度だった失業率は一時6.2％まで上がった。しかし2014年後半には4%台に戻している。デンマーク統計局によるとデンマークの平均月収は2009年の35381DKK（平均月収53.8万円、1DKK15.22円換算）が2014年には38957DKK（平均月収68.8万円、１デンマーククローネ17.68円換算）まで上昇しており、賃金は上昇し続けている。

## 解雇規制

### オランダ
オランダの解雇規制について、厚生労働省出身の労働法研究者である濱口桂一郎は
としている。日本でいう労働委員会に申請すれば原則認められるが、許可を受領するまでは解雇はできない。解雇予告手当ては勤続に応じて1ヶ月 - 4ヶ月とされる。整理解雇については、「労働市場で弱い立場の者より強い立場の者が先に解雇される、社内年齢構成を維持する」とされる。
但し非正規雇用については許可は不要であり、正規・非正規間の雇用保障には格差が存在する。全労働者に占めるオランダの非正規の比率は、解雇規制が厳しいスペイン、ポルトガルに次いで高い。また派遣労働者の比率についても欧州では２番目に高い。非正規労働比率の高さの原因として非正規雇用に比べて正規雇用労働者の解雇が難しい制度を理由とした正規雇用抑制、「フレキシビリティー・セキュリティー法」による派遣労働者の雇用安定化（正社員との同一賃金、社会保障・職業訓練の強化を企業に義務づける）による派遣労働者の活用推進、ワークシェアリングによるパートタイム労働者の増加が挙げられる。

### デンマーク
濱口桂一郎によるとデンマークでは
とし、オランダと比較して、より踏み込んだ解雇制度を採用している。正規・非正規間の雇用保障における格差が低いため、デンマークでは非正規比率が低く、調査対象の主要国比較では、派遣労働者比率が最も低い。
多国籍団体であるフレッシュフィールズブルックハウスデリンガー法律事務所によると 
とし最大12ヶ月分の給料を支払う金銭解決が用いられると指摘している。また同調査において復職に代わる金銭給付命令がない国で日本と韓国を挙げている（※米国、英国、ドイツ、イタリア、スペイン、デンマーク、シンガポール、香港、オーストラリアでは、金銭解決が用いられている）。

## 平均賃金・労働時間
解雇規制の厳しい国である日本・フランスとフレキシキュリティを採用するデンマークでの労働者の平均賃金（2007年統計、役員報酬は除外）は
| 国         | 都市（首都）   | 平均月収  |
| ---------- | -------------- | --------- |
| 日本       | 東京都         | 314,600円 |
| フランス   | パリ           | 277,300   |
| デンマーク | コペンハーゲン | 478,200   |

となり賃金の格差が顕著である。日本人の平均労働時間やサービス残業、失業保険の給付期間等の社会保険の還元率を加味すると、雇用環境においてデンマークの後塵をはいしている。
OECDの調査（2013年報道）によるとオランダとデンマークでは、
|            | 平均年収                             | 平均労働時間（週）                  |
| ---------- | ------------------------------------ | ----------------------------------- |
| オランダ   | $47,000（1ドル120円換算：約564万円） | 29時間                              |
| デンマーク | $46,000                              | 33時間（最低5週間の有給休暇の権利） |

としており、オランダでは平均年収は日本人の平均年収より多いが、労働時間は週29時間と、一日換算で5.8時間しか働いていない。オランダでは、週4日勤務が、ほぼスタンダードとしている。
デンマークではリーマンショック・欧州債務危機後も年々賃金が上昇しており、デンマーク統計局が集計した2014年度統計によると、
|            | 平均月収                                                 | 長期失業率 | 人口比就業率 | 若年者失業率 | 定年 |
| ---------- | -------------------------------------------------------- | ---------- | ------------ | ------------ | ---- |
| デンマーク | 38,957DKK（１デンマーククローネ17.68円換算：約68.8万円） | 1.6%       | 64.1%        | 10.9%        | 65歳 |
| 日本       | 29.8万円                                                 | 1.3%       | 58%          | 5.5%         | 61歳 |

となり、2009年の35381DKK（平均月収53.8万円、1DKK15.22円換算）からさらに上昇している。厚生労働省が集計した2015年の統計と比較すると、日本が経済諸表のなかでの重要項目において優位とするのは、長期失業率と若年失業率である。